# Trastornos neurológicos relacionados con el gluten

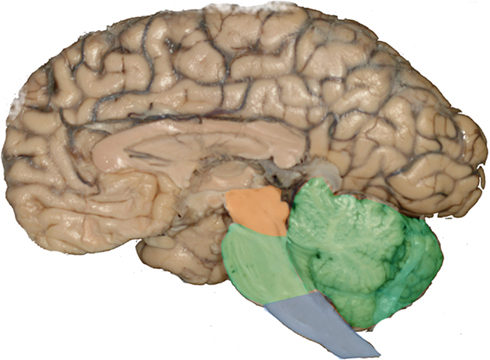
Corte sagital del encéfalo.

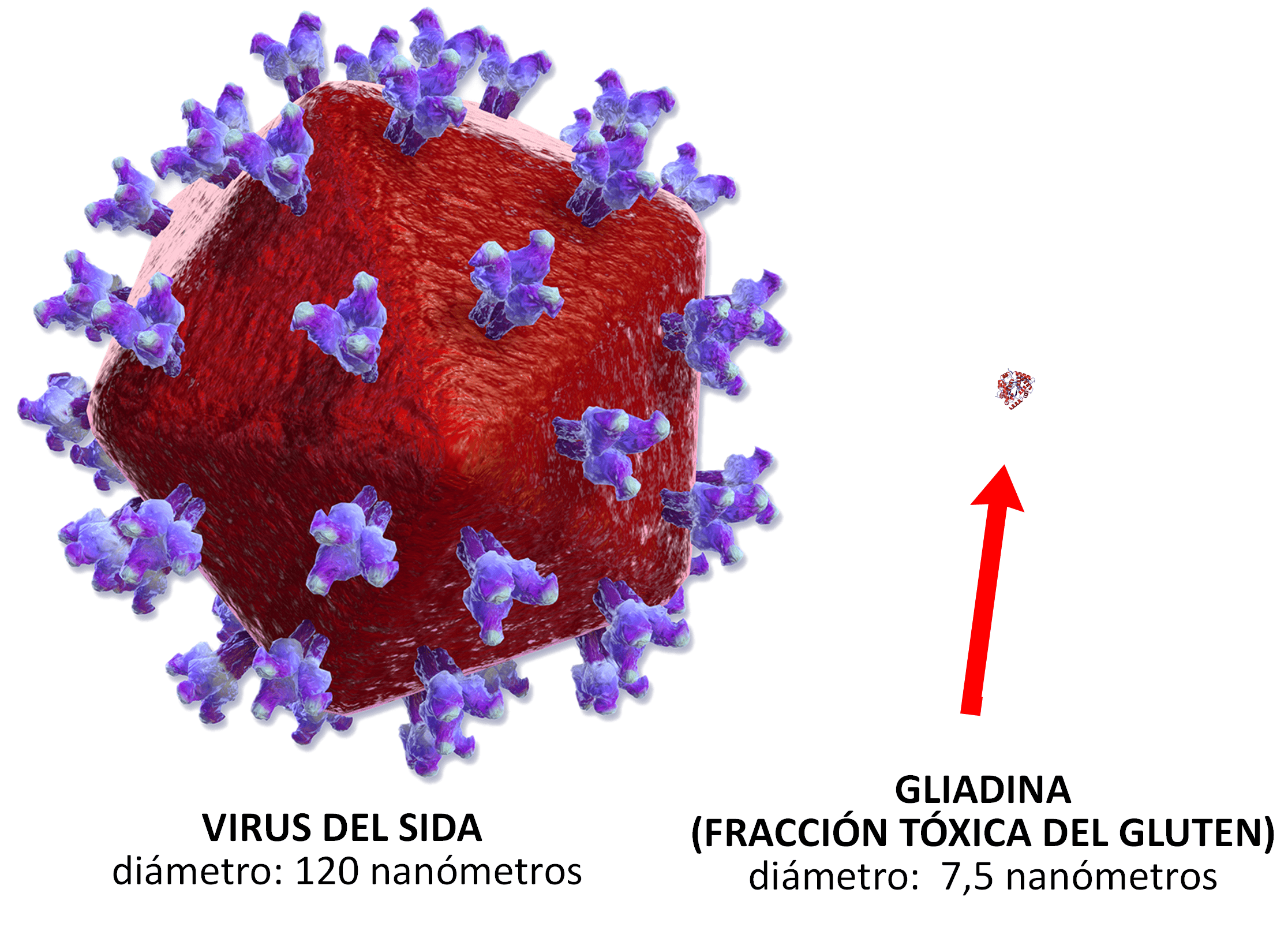
Comparativa de tamaño: VIH (izda.) versus gluten (dcha.). Los péptidos tóxicos del gluten son capaces de atravesar tanto la barrera intestinal como la barrera hematoencefálica y acceder y dañar a cualquier órgano o tejido corporal.

Los trastornos neurológicos relacionados con el gluten, denominados por algunos autores como neurogluten, son diversas enfermedades neurológicas causadas por el consumo de gluten (proteínas presentes en el trigo, cebada, centeno y avena) que afectan a algún órgano o tejido del sistema nervioso. Estos trastornos pueden desarrollarse independientemente de que la persona tenga síntomas digestivos o lesión intestinal. Es decir, tanto en celíacos como en no celíacos, la enfermedad reconocida desde 2010 denominada sensibilidad al gluten no celíaca, en la que todas las pruebas para enfermedad celíaca son negativas y se diagnostica por la mejoría al retirar estrictamente el gluten de la dieta.
En los trastornos estudiados y con relación probada, como la ataxia por gluten, se ha demostrado que la dieta estricta sin gluten es un tratamiento eficaz, que debe instaurarse tan pronto como sea posible para evitar daños irreversibles. Permite la regeneración del sistema nervioso, aunque esta es lenta y en ocasiones incompleta, principalmente cuando el diagnóstico se retrasa, si bien la retirada del gluten impide el avance del daño neurológico. Mínimas cantidades de gluten, incluso las presentes en la mayoría de los productos etiquetados "Sin gluten", pueden ser suficientes para mantener activada la respuesta del sistema inmunitario responsable de la lesión neuronal, en una parte de los pacientes. En los casos en los que por sí sola la dieta sin gluten ya no es suficiente y en aquellos que han desarrollado enfermedad celíaca refractaria, se asocia tratamiento inmunosupresor (generalmente micofenolato).
Las primeras descripciones sobre trastornos neurológicos relacionados con el gluten se remontan a los años 60, siendo la ataxia por gluten el trastorno mejor conocido y más estudiado. Se trata de una enfermedad autoinmune, clasificada dentro de los denominados trastornos relacionados con el gluten desde el año 2010. Consiste en una afectación localizada en la parte central del cerebelo, donde se coordina el movimiento, debida a la muerte irreversible de ciertas neuronas denominadas células de Purkinje, como resultado de la exposición prolongada al gluten. Los síntomas que pueden aparecer incluyen problemas de equilibrio, inestabilidad de la marcha (que puede provocar caídas o tropiezos frecuentes), temblores en las manos o trastornos del habla, entre otros. El tratamiento con una dieta estricta sin gluten produce una recuperación casi completa de los síntomas, siempre y cuando el diagnóstico no se haya demorado mucho tiempo. Menos del 10% de las personas afectadas experimenta síntomas digestivos y solo un 40% presenta lesión intestinal.
Actualmente, un creciente número de trastornos neurológicos o psiquiátricos se está relacionando en algunos casos con el consumo de gluten, entre los cuales cabe destacar el síndrome de las piernas inquietas, la neuropatía periférica, la epilepsia, la esclerosis múltiple, la demencia, el Alzheimer, la encefalopatía, parkinsonismos, la esquizofrenia, el autismo, la hiperactividad, el trastorno obsesivo-compulsivo, el síndrome de Tourette, las alucinaciones, que algunos autores han denominado "psicosis por gluten", el trastorno bipolar, la parálisis cerebral y diversos trastornos neuromusculares que provocan movimientos involuntarios, pérdida de fuerza, atrofia, parálisis o alteraciones sensoriales.
Las probabilidades de que los médicos sospechen la relación con el gluten son muy bajas, especialmente cuando no hay síntomas digestivos o lesión intestinal, teniendo cierta ventaja de ser reconocidos y diagnosticados los pacientes que sí experimentan molestias digestivas. A pesar de las evidencias basadas en los casos documentados y los estudios con pequeñas series de pacientes, el número de neurólogos que toman en consideración la neurotoxicidad del gluten en personas celíacas o con sensibilidad al gluten no celíaca es muy reducido. Esto se debe a que en medicina se actúa por demostraciones científicas más sólidas.
En el caso de la enfermedad celíaca, el riesgo de desarrollar trastornos neurológicos o psiquiátricos una vez a tratamiento con la dieta sin gluten es bajo en los niños, aproximadamente de un 2,6%, frente al 26% en los adultos. Esta discrepancia puede deberse a la eliminación temprana del gluten y al efecto protector de la dieta: los niños permanecen durante menos tiempo expuestos al gluten y con la enfermedad celíaca activa, en comparación con los adultos con largas demoras en el diagnóstico; es probable que durante la infancia se ponga más precaución en hacer la dieta sin gluten estricta; o podría haber una diferencia en la susceptibilidad frente a los trastornos inmunitarios.
Según el neurólogo Marios Hadjivassiliou, pionero a nivel mundial en el estudio de los trastornos neurológicos relacionados con el gluten:

"Que la sensibilidad al gluten sea considerada principalmente una enfermedad del intestino delgado es un error histórico (...)  puede ser principalmente, y a veces exclusivamente, una enfermedad neurológica".

## Historia
En 1966 se describieron los primeros casos de complicaciones neurológicas en personas con enfermedad celíaca, en forma de ataxia grave. En todas estas personas, se demostró que había destrucción de células de Purkinje en el cerebelo y desmielinización en la médula espinal.
A partir de los años 90, a raíz de los trabajos del neurólogo Marios Hadjivassiliou, los trastornos neurológicos relacionados con el gluten han empezado a atraer la atención de la comunidad científica y a estar presentes en la bibliografía médica. Hadjivassiliou es el pionero a nivel mundial en el estudio de la ataxia por gluten y en demostrar que el gluten puede provocar trastornos neurológicos en personas sin ningún tipo de afectación intestinal. Hadjivassiliou documentó las primeras series de casos de pacientes tanto celíacos como no celíacos afectados por ataxia por gluten, a los que ha seguido durante varios años. Según Hadjivassiliou: 

"Que la sensibilidad al gluten sea considerada principalmente una enfermedad del intestino delgado es un error histórico. La sensibilidad al gluten puede ser principalmente, y a veces exclusivamente, una enfermedad neurológica. La ausencia de enteropatía (enfermedades que afectan al intestino) no debe impedir a los pacientes el tratamiento con una dieta libre de gluten".

## Causas
Los trastornos neurológicos relacionados con el gluten son provocados por el consumo de gluten y pueden aparecer tanto en celíacos como en no celíacos, indepedientemente de la predisposición genética y de la presencia o ausencia de síntomas digestivos o de lesión intestinal.
El gluten es un conjunto de proteínas de pequeño tamaño, contenidas exclusivamente en los cereales de secano, incluyendo el trigo, la cebada, el centeno y la avena, o cualquiera de sus variedades e híbridos (tales como la espelta, la escanda, el kamut y el triticale).
El gluten es capaz de atravesar tanto la barrera intestinal como la barrera hematoencefálica, tal como se ha demostrado en estudios en roedores y por la presencia de anticuerpos antitransglutaminasa 6 en el cerebelo de personas con ataxia por gluten. Se trata de anticuerpos anticerebro (que atacan y dañan el cerebro). Son dependientes del consumo de gluten y se negativizan mediante su retirada estricta y mantenida de la dieta. Constituyen un nuevo marcador específico que podría ayudar al diagnóstico de los trastornos neurológicos causados por el consumo de gluten, pero su determinación en la práctica clínica diaria aún no está disponible.
Las variedades de trigo moderno, que son las más ampliamente cultivadas y empleadas en todo el mundo (90-95% del total de la producción mundial de trigo) y que permiten elaborar el pan más atractivo y de mejor calidad (desde el punto de vista funcional, no nutricional) presentan una mayor capacidad citotóxica e inmunogénica, debido a su elevado contenido de gluten (80-90% del total de las proteínas). Los criterios para la selección del trigo no tienen en cuenta su valor nutricional, sino sus cualidades funcionales útiles para la industria, razón por la cual se han potenciado y expandido variedades modernas con alto contenido en gluten. El gluten es particularmente deficiente en el aminoácido esencial lisina, por lo que cuanto mayor es la proporción de gluten, peor es la calidad de las proteínas del trigo y su valor nutricional. El gluten es muy demandado en todo el mundo, principalmente por la industria alimentaria, pero también de otros tipos, debido a su bajo coste económico y sus propiedades viscoelásticas y adhesivas únicas. Estas características del gluten facilitan la producción de alimentos procesados, comida rápida y aditivos alimentarios,  cuyo consumo se ha incrementado espectacularmente debido al proceso de industrialización global y a la occidentalización de la dieta. El gluten también se emplea en la fabricación de medicamentos, vendas adhesivas, esparadrapos y tiras adhesivas sanitarias, piensos y alimentos para animales de granja y mascotas, todo tipo de productos cosméticos y de cuidado personal, entre otros.
El número de personas afectadas por los diversos trastornos relacionados con el gluten está aumentando de manera constante. No obstante, debido al escaso conocimiento sobre estos trastornos entre los profesionales de la salud, que tiende a perpetuarse, y pese a que se ha incrementado el número de diagnósticos en comparación con años anteriores, en la actualidad prácticamente la totalidad de los casos reales continúa sin reconocer, sin diagnosticar y sin tratar. La mayor parte de los afectados solo presenta síntomas digestivos leves, intermitentes o incluso ausentes, probablemente debido al efecto opioide del gluten, que enmascara el daño intestinal, aunque sí desarrollan otros trastornos asociados que pueden afectar prácticamente a cualquier órgano. Tras un dilatado historial de variadas molestias de salud y un largo peregrinaje por multitud de consultas de diversos especialistas durante años, sin recibir un apoyo médico adecuado, la mayoría de las personas afectadas acaba recurriendo a la dieta sin gluten y al autodiagnóstico, mientras que otras muchas son personas que se han acostumbrado a vivir con un estado de mala salud crónica como si fuera normal.

## Principales trastornos

### La ataxia por gluten

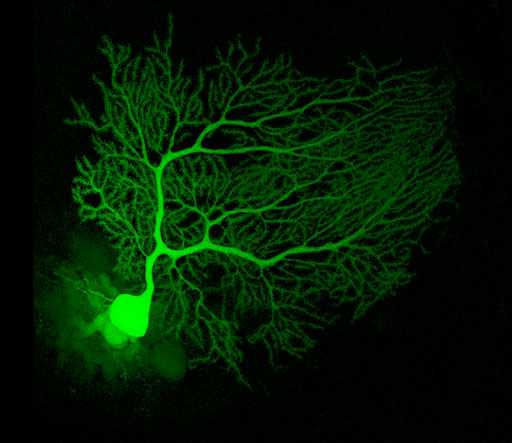
Célula de Purkinje del cerebelo. Inmunotinción.

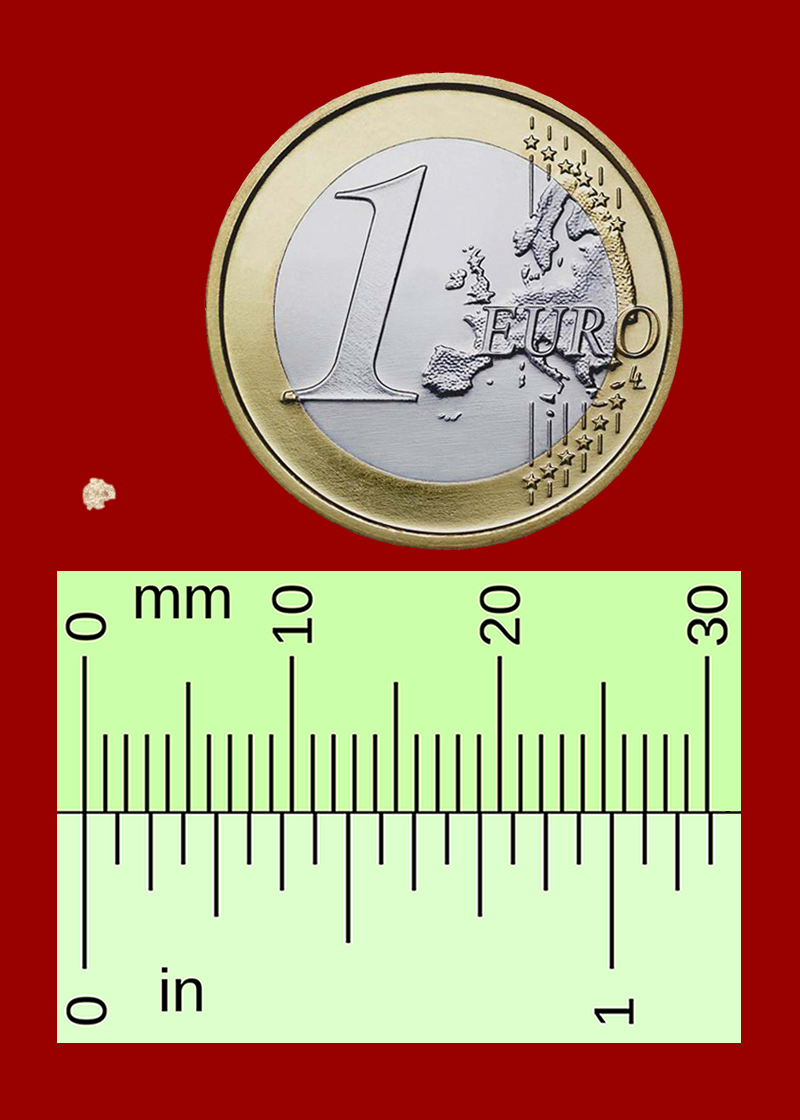
Cantidades microscópicas de gluten, como las contenidas en una mota de harina de trigo o en una sola miga de pan de este tamaño, son suficientes para que su ingestión provoque una reacción del sistema inmunitario y la aparición de síntomas (digestivos o de otro tipo) en las personas celíacas o con sensibilidad al gluten no celíaca, cuando están siguiendo una dieta sin gluten.

La ataxia por gluten representa el 40% de las ataxias de origen desconocido y el 15% de todas las ataxias. Puede aparecer en personas de todas las edades, incluyendo niños.
Se trata de una enfermedad autoinmunitaria provocada por el consumo de gluten, clasificada en los denominados trastornos relacionados con el gluten. Se caracteriza por la aparición de un daño en el cerebelo, que se manifiesta como un cuadro de ataxia cerebelosa progresiva (alteración del equilibrio, torpeza, pérdida de coordinación), o más raramente en combinación con mioclonias y temblor palatal, todo ello independientemente de la presencia o ausencia de afectación intestinal. Menos del 10% de los pacientes experimentan síntomas digestivos y solo un 40% presenta lesión intestinal. Una parte de los afectados tiene anticuerpos antigliadina del tipo IgA y/o IgG positivos, aunque actualmente se han identificado otros anticuerpos cuya determinación estándar aún no está disponible.
El tratamiento consiste en la dieta sin gluten en todos los casos, aunque no haya afectación intestinal. La respuesta al tratamiento depende de la duración de la ataxia antes del diagnóstico. La muerte de las neuronas del cerebelo es el resultado de la exposición prolongada al gluten y es irreversible. Un diagnóstico precoz y el tratamiento temprano con la dieta sin gluten permiten la estabilización e incluso la completa recuperación, que se produce aproximadamente tras un año desde el comienzo de la dieta sin gluten. La principal causa de falta de mejoría con la dieta sin gluten se debe a transgresiones, tanto voluntarias como inadvertidas (dieta no estricta). Si el diagnóstico se realiza tarde, cuando ya se ha producido una destrucción considerable de neuronas, la efectividad de la dieta sin gluten es pobre.

### El síndrome de las piernas inquietas
Una revisión de 2019 concluye que el síndrome de las piernas inquietas es el segundo trastorno del movimiento relacionado con el gluten más frecuente (la ataxia por gluten es el primero). Más de la mitad de las personas experimentan una clara mejoría con la dieta sin gluten, sin necesidad de ningún otro tratamiento adicional.
Este trastorno se caracteriza por sensaciones desagradables en las piernas (menos frecuente en los brazos) y un impulso incontrolable de moverse y andar cuando se está descansando, en un esfuerzo por aliviar estas sensaciones (se denomina en ciertas ocasiones "andadores nocturnos").

### La neuropatía periférica
La neuropatía periférica es uno de los trastornos neurológicos que aparecen con más frecuencia en las personas con enfermedad celíaca. Generalmente se ven afectados varios nervios (polineuropatía). Los síntomas pueden incluir dolor, pérdida de la sensibilidad e incluso incapacidad para controlar los músculos. El daño de los nervios es consecuencia de los procesos autoinmunes e inflamatorios provocados por la ingesta de gluten.

### La epilepsia
En una parte de los casos, tanto en niños como en adultos, la epilepsia es secundaria a una enfermedad celíaca o una sensibilidad al gluten no celíaca subyacentes, y puede tratarse de la única manifestación de dichas enfermedades, en ausencia de síntomas digestivos o de otro tipo. El riesgo de desarrollar epilepsia es mayor cuanto más tiempo pasen la enfermedad celíaca o la sensibilidad al gluten sin reconocer y sin tratar, puesto que se relaciona con el tiempo de exposición al gluten.
El cuadro clínico generalmente incluye calcificaciones occipitales y convulsiones procedentes de varias localizaciones cerebrales, si bien también se han documentado casos de epilepsia del lóbulo temporal.
La dieta sin gluten estricta y mantenida puede permitir el control de la epilepsia en estas personas, con una mejora en la frecuencia e intensidad de las convulsiones. Los resultados son mejores cuanto antes se retiren los alimentos que contienen gluten de la alimentación, desde el comienzo de las primeras manifestaciones de la epilepsia.

### La esclerosis múltiple
El gluten es uno de los factores ambientales que se han relacionado con el desarrollo de la esclerosis múltiple.
La dieta sin gluten se ha empleado en ocasiones como tratamiento, debido a la existencia de casos documentados que confirman la remisión de la esclerosis múltiple simplemente tras la retirada estricta y mantenida de los alimentos que contienen gluten de la dieta.

### La demencia
Una revisión de 2019 concluye que cuando la demencia es causada por la enfermedad celíaca o la sensibilidad al gluten no celíaca, el tratamiento temprano con la dieta sin gluten suele permitir la mejoría o la recuperación completa de la demencia. Debe iniciarse lo más pronto posible. Cuando la demencia ha progresado a un grado avanzado, la dieta sin gluten ya no es efectiva.
Asimismo, cuando se sospecha que la demencia pueda estar provocada por el consumo de gluten, la dieta sin gluten se emplea como prueba para confirmar el diagnóstico.

### El déficit cognitivo
Las personas con enfermedad celíaca o sensibilidad al gluten no celíaca no tratadas a menudo presentan trastornos cognitivos denominados "neblina mental", que pueden incluir uno o varios de los siguientes síntomas:
- Dificultades de concentración y de atención.
- Disminución de la agudeza mental.
- Dificultad para recordar palabras.
- Episodios de confusión o desorientación.
- Déficits de memoria episódica.

Estos síntomas mejoran con la dieta sin gluten y reaparecen si la dieta no es estricta, como por ejemplo con contaminaciones inadvertidas por gluten.

### El Alzheimer
Se han documentado casos de asociación de demencia por Alzheimer con el consumo de gluten y la mejoría con el seguimiento de una dieta sin gluten. Una revisión de 2018 concluyó que la enfermedad celíaca puede estar asociada al Alzheimer.

### La encefalopatía
El síntoma más común de la encefalopatía por gluten es la migraña. Mediante resonancia magnética, se aprecian anomalías focales de la sustancia blanca (generalmente área de baja perfusión).
Una revisión de 2018 concluyó que la dieta sin gluten permite detener el avance del daño neurológico y mejora los dolores de cabeza.

### La esquizofrenia
La esquizofrenia es poco frecuente en sociedades con bajo consumo de gluten y se ha comprobado un aumento de los casos tras la introducción en las sociedades del trigo, la cebada, la cerveza y el arroz en las dietas.
En diversos estudios, se ha observado una reducción drástica e incluso la remisión completa de los síntomas de la esquizofrenia después de la retirada del gluten de la dieta y la agudización o reaparición de los síntomas tras su ingesta. Sin embargo, esto solo sucede en una parte de los pacientes esquizofrénicos.
El mecanismo exacto por el que se produce esta mejoría con la dieta sin gluten aún no ha sido aclarado. Se han propuesto mecanismos inmunológicos, incluyendo la afirmación de que un subgrupo de pacientes esquizofrénicos sufre de intolerancia alimentaria y se beneficia de la adopción de una dieta sin gluten.
Se ha demostrado la elevación de péptidos urinarios en algunas personas con esquizofrenia o con autismo. La elevación de péptidos sanguíneos, entre los que se incluyen ciertos opioides, podría ser ocasionada por una excesiva absorción de exorfinas a nivel intestinal, como consecuencia de un aumento de la permeabilidad intestinal. Este incremento de opioides, que pueden atravesar la barrera hematoencefálica, podría inhibir la normal maduración del sistema nervioso central a nivel sináptico desde edades tempranas, ocasionando disfunciones posteriores. Los mismos opioides podrían ser responsables del aislamiento social, característico tanto de la esquizofrenia como del autismo.
El hallazgo de anticuerpos del tipo IgG contra antígenos alimentarios se considera una evidencia indirecta del aumento de la permeabilidad intestinal. Varios estudios confirman la alta prevalencia de anticuerpos antigliadina entre las personas con esquizofrenia, que se consideran un indicador de la presencia de una sensibilidad al gluten no celíaca.
En el caso de que la sensibilidad al gluten no celíaca fuera la causa de la aparición de los síntomas de la esquizofrenia en un subgrupo de pacientes, no solo el tratamiento para estas personas sería más fácil y más eficiente que los neurolépticos, sino que también mejoraría su calidad de vida.

### El autismo
Existe un intenso debate en la comunidad científica sobre la conexión intestino-cerebro. Varios estudios sugieren una relación entre la sensibilidad al gluten no celíaca y el autismo.
La investigación sobre el efecto de la dieta y la nutrición en el autismo se ha incrementado en las últimas dos décadas, sobre todo en los síntomas de hiperactividad y atención. Se ha planteado la hipótesis de que algunos síntomas de los trastornos del espectro autista pueden ser causados por los péptidos opioides formados a partir de la descomposición incompleta de los alimentos que contienen gluten y caseína, que atraviesan la membrana intestinal debido a un aumento de la permeabilidad intestinal, pasan al torrente sanguíneo y cruzan la barrera hematoencefálica. Se cree que el exceso resultante de los opioides conduce a los comportamientos observados en el autismo y que la eliminación de estas sustancias de la dieta podría producir una mejoría de estos síntomas.
Los niños con autismo tienen, en comparación con los controles sanos, niveles significativamente más altos de anticuerpos antigliadina del tipo IgG (pero no del tipo IgA), especialmente aquellos con síntomas gastrointestinales. También se ha documentado un aumento de los anticuerpos frente a otros alérgenos alimentarios, incluidos la caseína y la leche entera.
El empleo de la dieta sin gluten se ha difundido ampliamente entre los padres de niños con autismo, si bien los datos de su efectividad son escasos y no se han confirmado en estudios doble ciego. No obstante, en una parte de los casos hay evidencias que sugieren que una dieta sin gluten puede mejorar algunos comportamientos autistas. En general, según las observaciones de los padres, la dieta produce una mayor mejora de los comportamientos autistas, los síntomas fisiológicos y las habilidades sociales en los niños con síntomas gastrointestinales, diagnósticos de alergia alimentaria o sospecha de sensibilidad alimentaria; y en aquellos en los que la supresión del gluten y la caseína es estricta, con errores poco frecuentes tanto bajo la supervisión paterna como en el resto de situaciones.
Siempre que se realice previamente todo el protocolo para buscar una enfermedad celíaca y los pacientes sean supervisados por un nutricionista especializado, seguir una dieta sin gluten presenta pocos inconvenientes en aquellos casos en los que no hay otro tratamiento disponible.

### El trastorno por déficit de atención con hiperactividad
Algunas personas con enfermedad celíaca o sensibilidad al gluten no celíaca desarrollan trastorno por déficit de atención con hiperactividad (TDAH). Ciertas manifestaciones extraintestinales de estas enfermedades pueden enmascararse como trastornos del comportamiento y/o psiquiátricos.
En estos casos, el TDAH por lo general mejora al retirar el gluten de la alimentación. Tras varias revisiones sobre el efecto del tratamiento del TDAH con la eliminación del gluten de la alimentación, se comprobó en un estudio que la dieta sin gluten produjo la mejoría de los síntomas del TDAH en pacientes con enfermedad celíaca previamente no reconocida ni tratada. En este estudio, la mayoría de los pacientes (74%) notó un considerable alivio de sus síntomas de TDAH tras los primeros seis meses de dieta sin gluten.

### El trastorno obsesivo-compulsivo
Evidencias actuales demuestran la implicación del eje intestino-cerebro en diversos trastornos neuropsiquiátricos. Nuevas vías de investigación incluyen la posible relación del trastorno obsesivo-compulsivo con alteraciones en la microbiota intestinal y con la enfermedad celíaca o la sensibilidad al gluten no celíaca, con casos previos documentados de remisión de los síntomas obsesivos-compulsivos mediante la dieta sin gluten.

### El síndrome de Tourette
Evidencias preliminares sugieren que los niños con síndrome de Tourette reaccionan ante el gluten de la dieta, provocando la aparición o empeoramiento de los síntomas. En 2015, Rodrigo y colaboradores documentaron el primer caso de remisión completa de los síntomas del síndrome de Tourette, tanto de los tics como del trastorno obsesivo-compulsivo (TOC) asociado, únicamente mediante la dieta sin gluten y sin tratamientos farmacológicos. La paciente no mostraba síntomas digestivos apreciables ni cumplía criterios para el diagnóstico de enfermedad celíaca. En 2018, este mismo investigador publicó la primera serie de pacientes, incluyendo niños y adultos, en los que se produjo una clara mejoría tanto de los tics como del TOC tras un año de dieta sin gluten y constató que los síntomas reaparecieron o empeoraron como consecuencia de contaminaciones accidentales con gluten, remitiendo tras varios días o incluso semanas una vez retomada la dieta sin gluten estricta.

### La psicosis por gluten
La sensibilidad al gluten no celíaca puede ser la causa de alucinaciones en algunas personas, que algunos autores han denominado "psicosis por gluten".

### La parálisis cerebral
Evidencias preliminares sugieren una posible relación entre el aumento de los niveles de anticuerpos anti-gliadina, anticuerpos anti-transglutaminasa del tipo 2 o anticuerpos anti-péptidos deaminados de gliadina (anticuerpos frente al gluten) y algunos casos de parálisis cerebral, que se relacionan también con bajos peso, altura e índice de masa corporal, y mayor discapacidad (discinesia o tetraplejía), si bien no existen conclusiones definitivas sobre su significado. Una posible explicación podría ser que una reacción cruzada entre dichos anticuerpos y el tejido nervioso provoque lesiones cerebrales, en ausencia de enfermedad celíaca asociada.
Un estudio de 2014 en niños y jóvenes con parálisis cerebral obtuvo los hallazgos más significativos, consistentes en un aumento de la prevalencia de anticuerpos anti-transglutaminasa del tipo 6, más marcada en el grupo de tetrapléjicos, que además no se relacionó con bajo peso corporal. Los anticuerpos anti-transglutaminasa del tipo 6 son anticuerpos específicos frente al gluten implicados en los daños del sistema nervioso central, normalmente en ausencia de lesiones intestinales, como sucede en la ataxia por gluten. Una posible explicación es la existencia de un proceso inflamatorio que daña la barrera hematoencefálica y permite la entrada de los anticuerpos anti-gliadina al sistema nervioso central, desencadenando la respuesta del sistema inmunitario. Los anticuerpos anti-transglutaminasa del tipo 6 son dependientes del consumo de gluten y se negativizan mediante la dieta sin gluten, pero su determinación en la práctica clínica diaria aún no está disponible. La muerte de las neuronas del cerebelo es el resultado de la exposición prolongada al gluten y es irreversible.
La desnutrición y la malnutrición afectan al cerebro y al neurodesarrollo, por lo que la enfermedad celíaca sin tratamiento en edades tempranas podría ser una causa de lesiones cerebrales. En los niños con problemas neurológicos graves, entre los que se incluye la parálisis cerebral, es frecuente la desnutrición. En general, se considera como un efecto natural de la enfermedad neurológica y no se han hecho más estudios para profundizar sobre el tema. Si bien la espasticidad en niños con parálisis cerebral importante aumenta su necesidad de nutrientes, varios factores adicionales pueden empeorar su estado nutricional, tales como dificultades de deglución, reflujo gastroesofágico, vómitos, retraso en el vaciado del estómago, estreñimiento y rechazo a comer por el dolor constante. Los trastornos neurológicos y lesiones de la sustancia blanca del cerebro son manifestaciones extraintestinales de los trastornos relacionados con el gluten documentadas en niños y en adultos, tanto en los que provocan daños en el intestino (enfermedad celíaca) como en ausencia de lesiones intestinales (sensibilidad al gluten no celíaca). Un estudio de 2001 (Kieslich et al.) demostró que el 20% de los niños con enfermedad celíaca presentaba lesiones en el cerebro, comprobadas mediante resonancia magnética.

### Otros
Otros trastornos cuya relación en algunos casos con el consumo de gluten ha sido documentada en la literatura médica incluyen:
- Parkinsonismos. Temblores en las manos, los brazos, las piernas, la mandíbula o la cara; rigidez en los brazos, las piernas o el tronco; lentitud en los movimientos; o problemas de equilibrio y coordinación.
- La corea. Movimientos corporales rápidos, involuntarios, incontrolables y que no tienen ningún propósito.
- La disartria. Dificultad para articular las palabras, provocada por problemas en los músculos implicados en el habla.
- La pérdida de audición neurosensorial.
- La hemiparesia. Disminución de la fuerza motora o parálisis parcial de un brazo y una pierna del mismo lado del cuerpo.
- La mononeuritis múltiple. Daño en al menos dos áreas separadas del sistema nervioso.
- La esclerosis lateral amiotrófica (ELA). Enfermedad que afecta a las neuronas del cerebro, el tronco cerebral y la médula espinal que controlan el movimiento de los músculos voluntarios. Provoca parálisis muscular progresiva.
- La polimiositis. Enfermedad inflamatoria que causa debilidad muscular, hinchazón, sensibilidad y daño en los tejidos.
- La dermatomiositis. Enfermedad muscular que cursa con inflamación y erupciones en la piel.
- La miositis por cuerpos de inclusión. Trastorno que afecta a los músculos estriados, provocando debilidad y atrofia muscular. Se manifiesta inicialmente en los cuádriceps y los músculos que flexionan los dedos de las manos. Progresivamente se afectan otros músculos, entre ellos los de la cara, y aparecen complicaciones como la disfagia (dificultad para tragar).
- Los trastornos del sueño.
- El trastorno bipolar.
- La trombosis del seno venoso cerebral. Coágulo sanguíneo en un área de la base del cerebro.

## Diagnóstico
El primer paso es que el médico relacione los síntomas y sospeche la existencia de una enfermedad celíaca no reconocida o una sensibilidad al gluten no celíaca, a pesar de la ausencia de síntomas digestivos, realizando el protocolo completo de pruebas (analíticas sanguíneas, biopsias duodenales, marcadores genéticos y dieta sin gluten a prueba).
La presencia de síntomas gastrointestinales puede ofrecer una ventaja potencial para aquellos pacientes con sensibilidad al gluten, ya que aumenta sus posibilidades de ser diagnosticados y tratados de manera temprana, antes de desarrollar complicaciones neurológicas irreversibles.
Por otro lado, el diagnóstico de aquellos pacientes que presentan solamente manifestaciones extraintestinales (sin síntomas digestivos o sin lesión intestinal) no llega a producirse o se retrasa considerablemente, empeorando el pronóstico.
No existen ninguna analítica para poder evaluar o descartar la presencia de una sensibilidad al gluten no celíaca, por lo que el diagnóstico resulta complicado y generalmente se realiza siguiendo criterios de exclusión. Estos criterios o recomendaciones diagnósticas fueron establecidos por dos conferencias de consenso de expertos a nivel mundial (Londres 2011 y Múnich 2012) y se basan en la exclusión de la enfermedad celíaca y la alergia al trigo, debido a que estas dos condiciones también aparecen en personas que experimentan síntomas similares a los de la sensibilidad al gluten no celíaca, que mejoran con la retirada del gluten de la alimentación y empeoran si vuelven a consumir gluten. Aproximadamente el 50% de los pacientes tiene niveles elevados en sangre de anticuerpos anti-gliadina de la clase IgG y raramente de la clase IgA (un 7% de los casos).
La presencia de síntomas extraintestinales o enfermedades asociadas cada vez se reconoce más como un "sello distintivo" de la sensibilidad al gluten no celíaca y ayuda a establecer el diagnóstico. Las afectaciones del sistema nervioso y la piel son los signos y síntomas más frecuentes. Según los criterios propuestos en 2015 para el diagnóstico de la sensibilidad al gluten no celíaca, se considera que una mejora de los síntomas digestivos o las manifestaciones extraintestinales de al menos un 30% tras el seguimiento de una dieta sin gluten (DSG), evaluada a través de una escala de calificación, confirma el diagnóstico clínico de sensibilidad al gluten no celíaca. Sin embargo, esta escala de calificación aún no se aplica en todo el mundo.

## Tratamiento

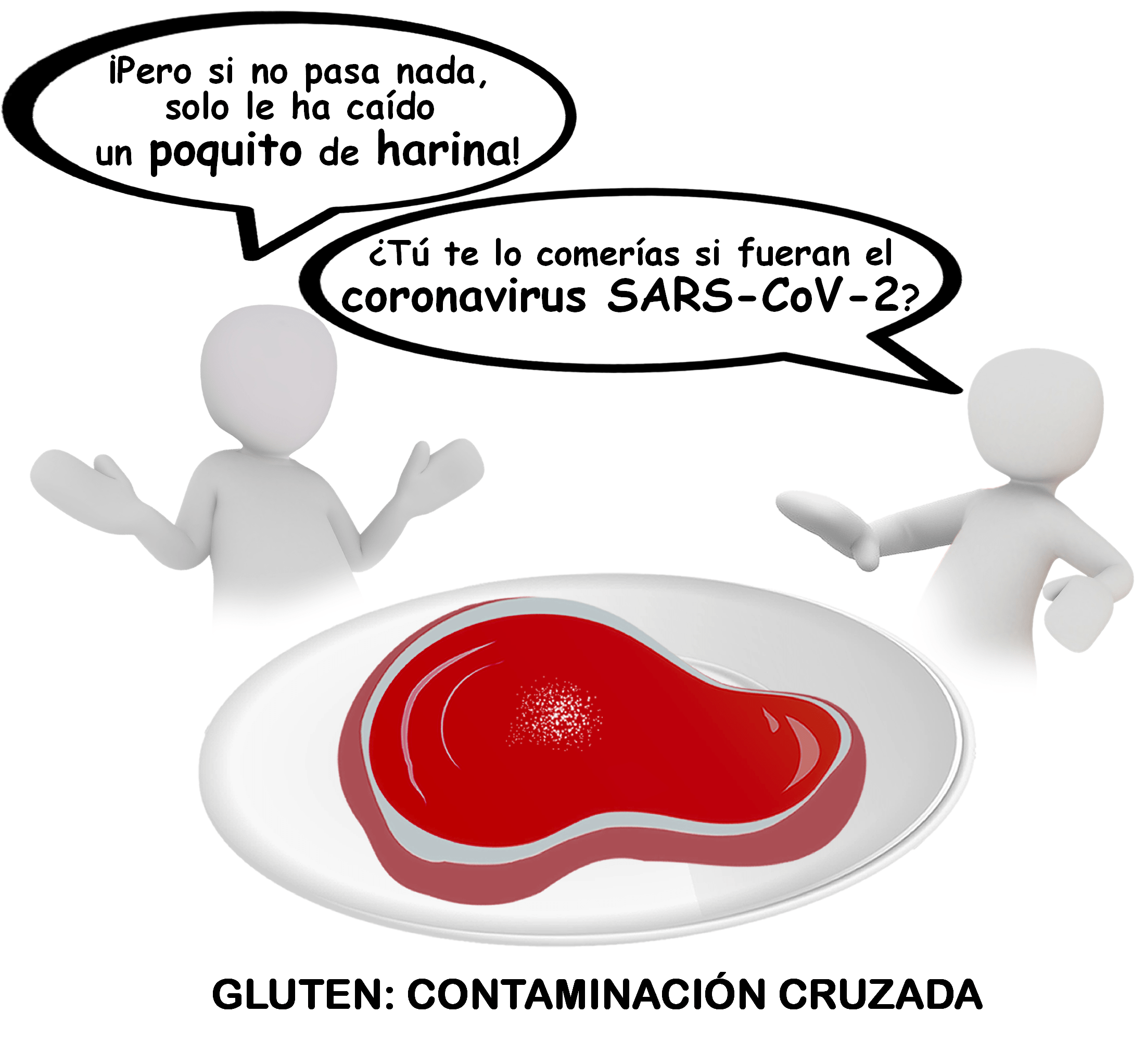
Viñeta comparativa que representa el peligro de la contaminación cruzada en personas celíacas o con sensibilidad al gluten no celíaca. El gluten actúa a nivel microscópico, activando el sistema inmunitario.

La dieta estricta sin gluten parece tener un efecto positivo en algunos casos, si bien no se han realizado estudios suficientes. En la ataxia por gluten es un tratamiento claramente eficaz de primera línea, que debe instaurarse tan pronto como sea posible para evitar daños irreversibles. La dieta sin gluten parece no ser efectiva en la demencia cuando ya está en un estado avanzadol y en el mioclono cortical.
La regeneración del sistema nervioso con la dieta sin gluten es lenta y la mejoría de los síntomas neurológicos tarda tiempo en notarse, en contraste con lo que sucede cuando hay síntomas digestivos intensos, que suelen mejorar casi de manera inmediata. En ocasiones no se consigue la recuperación del sistema nervioso o esta es solo parcial, como ocurre cuando el diagnóstico se demora en la ataxia por gluten y en la demencia, pero la retirada estricta del gluten impide el avance del daño neurológico.
Mínimas cantidades de gluten, como las presentes en la mayoría de los productos etiquetados "Sin Gluten", pueden mantener activada la respuesta del sistema inmunitarioi responsable de la lesión neuronal.
Si bien cuando se habla de "Sin Gluten" se piensa en ausencia total de gluten, con los métodos actuales de detección es imposible probar un nivel cero de gluten en los alimentos. En consecuencia, el etiquetado "sin gluten" no es sinónimo de "cero gluten". Por lo general las leyes permiten hasta 20 ppm, es decir, 20 partes por millón o 20 miligramos de gluten por cada kilogramo de producto. Esto significa que en la alimentación diaria está presente un nivel mínimo de contaminación por gluten.
En los casos en los que la dieta sin gluten estricta por sí sola ya no es suficiente y en aquellos pacientes que han desarrollado enfermedad celíaca refractaria (que ya no responde al tratamiento con la dieta, generalmente como consecuencia de los largos retrasos diagnósticos), se asocia tratamiento con fármacos inmunosupresores (generalmente micofenolato).

## Controversias
No existen analíticas sanguíneas, pruebas de imagen ni histológicas que permitan diagnosticar o descartar la sensibilidad al gluten no celíaca. El diagnóstico se realiza por exclusión de la enfermedad celíaca y mejoría con la dieta sin gluten. Su fisiopatología tampoco está completamente aclarada. Por este hecho, es una enfermedad que ha provocado mucha controversia y ha sido cuestionada por diversos científicos.
El neurólogo norteamericano David Perlmutter afirma que 38 enfermedades o síntomas diferentes son causados por el consumo de gluten y afirma que la dieta alta en cereales y baja en grasas de los estadounidenses es la causa de la epidemia actual de pérdida de memoria, así como de la obesidad y otras enfermedades crónicas. Según este neurólogo, la desinformación de los médicos y los intereses de la industria farmacéutica están contribuyendo a esta epidemia. Perlmutter es autor del libro publicado en 2013 "Grain Brain: The Surprising Truth about Wheat, Carbs, and Sugar - Your Brain's Silent Killers" (título en español "Cerebro de pan. La verdad sobre los asesinos silenciosos del cerebro: el trigo, el azúcar y los carbohidratos"), que se convirtió en superventas en ese mismo año y provocó un gran impacto en la sociedad norteamericana. En 2014, aproximadamente el 30% de los norteamericanos y los australianos ya se había sumado a la dieta sin gluten, con un número creciente, calculándose a partir de encuestas que para el año 2016 aproximadamente 100 millones de estadounidenses consumirían productos sin gluten.
En España, el número de neurólogos que toman en consideración la neurotoxicidad del gluten en personas celíacas o con sensibilidad al gluten no celíaca es muy reducido. Esto se debe a que las evidencias se apoyan en casos documentados o estudios con pequeñas series de pacientes. Como afirma el neurólogo Antonio Yusta, jefe de neurología del Hospital Universitario de Guadalajara, "en medicina no discutimos casos aislados, actuamos por demostraciones científicas". No obstante, este mismo neurólogo señala que la retirada del gluten de la dieta es efectiva para disminuir la frecuencia e intensidad de las migrañas y puede ser beneficiosa en las encefalopatías. Asimismo, afirma que "con la dieta, los fármacos para la migraña se hacen más efectivos".
En cuanto a la relación entre la enfermedad celíaca o celiaquía con trastornos neurológicos, en octubre de 2017 el vocal de la Sociedad Española de Neurología (SEN), Pablo Irimia, explicaba en una entrevista que la ciencia solo ha podido demostrar la existencia de anticuerpos frente al gluten que afectan al sistema nervioso en la ataxia por gluten y la neuropatía por gluten. En su opinión, "Aunque se atribuya cierto papel a algunas enfermedades, no creo que tengan ninguna relación con la celiaquía".
El neurólogo Jesús Porta-Etessam, jefe de neurología del Hospital Universitario Fundación Jiménez Díaz de Madrid y presidente de la Sociedad Española de Neurología, considera que "es importante delimitar entre lo que está directamente vinculado con el neurogluten y lo que es una relación casual". Este especialista recalca que es indiscutible la relación con el gluten de la neuropatía periférica y la ataxia por gluten, y admite que "suele ser frecuente, con la dieta, la mejoría en casos de mialgias [dolores musculares] y fatiga, y también se ha descrito en ansiedad y depresión".
El neurólogo Carlos Hernández Lahoz, que lleva unas dos décadas estudiando los trastornos relacionados con el gluten (neurogluten), señala que la neuropatía periférica y la ataxia por gluten "mejoran con dieta sin gluten, si es estricta y continuada, en la mayoría de los casos. Ahora bien, es importante aplicar el tratamiento de manera precoz, antes de que se produzca la muerte neuronal".
El experto en celiaquía Luis Rodrigo Sáez, antiguo jefe de servicio de digestivo del Hospital Universitario Central de Asturias, lleva estudiando el neurogluten desde hace unos 20 años. Recomienda eliminar el gluten de la dieta en personas con cualquier trastorno neurológico puesto que "se trata de un tratamiento inocuo que puede mejorar la evolución de muchas de esas patologías", salvo en casos muy avanzados. Ha seguido unos 300 casos, algunos de ellos durante años. Según su experiencia, "entre un 10 y un 20 por ciento de los pacientes con problemas neurológicos podría beneficiarse de la dieta sin gluten".